# Campionato mondiale militare di scherma 1978
Il Campionato mondiale militare di scherma del 1978 ("1978 World Military Fencing Championships") è stato organizzato dalla Federazione internazionale della scherma e si è svolto a Warendorf in Germania dal 27 settembre al 3 ottobre.
Nel fioretto, si è aggiudicato il titolo di campione mondiale militare il tedesco Detlef Diederichs, che ha battuto in finale il francese Marc Cerboni.
Nella spada l'elvetico Michel Poffet ha battuto in finale il francese Philippe Riboud, ottenendo il titolo mondiale militare maschile.
Nella sciabola l'austriaco Walter Marik prevale sul tedesco Gerold Boch.
Nel campionato mondiale militare a squadre maschili, la nazionale francese ha prevalso nella finale del fioretto contro la Germania, mentre la nazionale svizzera ha vinto nella spada contro la formazione francese, ed infine la nazionale tedesca ha avuto la meglio sulla compagine francese nella sciabola.

## Podi

### Uomini
| Specialità  | Oro                                     | Argento                      | Bronzo                 |
| Individuali |                                         |                              |                        |
| Fioretto    | Detlef Diederichs                       | Marc Cerboni                 | Hugues Leseur          |
| Spada       | Michel Poffet                           | Philippe Riboud              | Patrice Gaille         |
| Sciabola    | Walter Marik                            | Gerold Boch                  | Jürgen Nolte           |
| A squadre   |                                         |                              |                        |
| Fioretto    | Francia Marc Cerboni Hugues Leseur -    | Germania Detlef Diederichs - | Paesi Bassi -          |
| Spada       | Svizzera Patrice Gaille Michel Poffet - | Francia Philippe Riboud -    | Germania -             |
| Sciabola    | Germania Gerold Boch Jürgen Nolte -     | Francia -                    | Austria Walter Marik - |

## Medagliere
| Pos.   | Nazione     | Oro | Argento | Bronzo | Totale |
| ------ | ----------- | --- | ------- | ------ | ------ |
| 1      | Germania    | 2   | 2       | 2      | 6      |
| 2      | Svizzera    | 2   | 0       | 1      | 3      |
| 3      | Francia     | 1   | 4       | 1      | 6      |
| 4      | Austria     | 1   | 0       | 1      | 2      |
| 5      | Paesi Bassi | 0   | 0       | 1      | 1      |
| Totale | Totale      | 6   | 6       | 6      | 18     |